# 972 Когнія
972 Когнія (972 Cohnia) — астероїд головного поясу, відкритий 18 січня 1922 року.
Тіссеранів параметр щодо Юпітера — 3,176.